# Home From Home
Albums de Millencolin
Pennybridge Pioneers
(2000) Kingwood
(2005)
Home from Home est le sixième album du groupe de skate punk suédois Millencolin.

## Liste des titres
1. "Man or Mouse" – 3:04
2. "Fingers Crossed" – 2:47
3. "Black Eye" – 3:13
4. "Montego" – 3:00
5. "Punk Rock Rebel" – 3:06
6. "Kemp" – 3:26
7. "Botanic Mistress" – 2:11
8. "Happiness for Dogs" – 3:25
9. "Battery Check" – 3:20
10. "Fuel to the Flame" – 1:55
11. "Afghan" – 2:42
12. "Greener Grass" – 2:50
13. "Home From Home" – 2:13
14. "Absolute Zero" – 2:42 (Bonus japonais)
15. "Downhill Walk" – 2:25 (Bonus japonais)